# Ronni Hawk
Veronica Faith „Ronni“ Hawk (* 9. September 1999 in Boca Raton, Florida)  ist eine US-amerikanische Schauspielerin. Bekanntheit erlangte sie unter anderem durch ihre Rolle als Rachel Diaz in der Serie Mittendrin und kein Entkommen.

## Leben
Im Alter von fünf Jahren begann Hawk, das Tanzen in einem Theater zu üben. Mit zwölf Jahren war sie erstmals in Werbekampagnen zu sehen, unter anderem für Kentucky Fried Chicken. Seit 2016 ist sie als Rachel Diaz in der Disney-Channel-Produktion Mittendrin und kein Entkommen zu sehen. Hawk hat zwei Schwestern, Ashlyn und Katy, und zwei Brüder, Ben und Jared. Sie lebt in Los Angeles.

## Filmografie
- 2014: Found
- 2014: Oak Hill Silence
- 2014: The Dancer & the Boy
- 2014: Session One
- 2014: Unspoken
- 2014: Playing Hooky
- 2014: Oblivious
- 2016–2018: Mittendrin und kein Entkommen (Stuck in the Middle, Fernsehserie)
- 2018: On My Block (Fernsehserie)
- 2020: Legacies (Fernsehserie)